# 林周蒲公英
林周蒲公英（学名：Taraxacum ludlowii）为菊科蒲公英属下的一个种。

## 扩展阅读
維基物種上的相關：林周蒲公英